# Hydrangea caudatifolia
Hydrangea caudatifolia es una especie de arbusto perteneciente a la familia Hydrangeaceae. Es originaria de China. Fue descrita formalmente por W.T.Wang y M. X. Nie en 1981.

## Descripción
Son arbustos que alcanzan 1 m de altura. Tiene ramillas jóvenes, con pecíolos, pedúnculos y pedicelos pubescentes densamente amarillentos. Las ramillas amarillentas, son cilíndricas, glabrescentes. Pecíolo grueso, de 2-3 cm de largo; las láminas con limbo elíptico a obovado- oblongas, de 2.5-8.5 cm × 7-19.5, membranosas, ambas superficies pubescentes, más densamente para abaxialmente, con venas secundarias 7-9 en ambos lados de la vena media. Las inflorescencias se producen en cimas corimbosas. El fruto es una cápsula con semillas de color café, oblongas a globosas.

## Distribución
Se encuentra en los bosques de bambú a una altitud de 600-700 metros, en el este de Jiangxi en China.

## Taxonomía
Hydrangea caudatifolia fue descrita por W.T.Wang & M.X.Nie y publicado en Bulletin of Botanical Research, Harbin 1(1–2): 54–55, f. 4. 1981.
Hydrangea candida fue descrita por primera vez por Woon Young Chun y publicado en Acta Phytotaxonomica Sinica 3(2): 129, pl. 9. 1954.
Etimología
Hydrangea: nombre genérico que deriva de las palabras griegas:  (ὕδωρ hydra) que significa "agua" y  ἄγγος (gea) que significa "florero"  o "vasos de agua" en referencia a la característica forma de sus cápsulas en forma de copa.
caudatifolia: epíteto latíno que significa "hojas con cola"